# تيم مكلنيرني
تيم مكلنيرني (بالإنجليزية: Tim McInnerny)‏ (و. 1956  م) هو ممثل تلفزي، وممثل أفلام، وممثل مسرحي بريطاني.

## التعليم
تعلم في كلية وادهام (أكسفورد).

## وصلات خارجية
- تيم مكلنيرني على موقع IMDb (الإنجليزية)
- تيم مكلنيرني على موقع روتن توميتوز (الإنجليزية)
- تيم مكلنيرني على موقع ألو سيني (الفرنسية)
- تيم مكلنيرني على موقع ميوزك برينز (الإنجليزية)
- تيم مكلنيرني على موقع أول موفي (الإنجليزية)
- تيم مكلنيرني على موقع قاعدة بيانات الأفلام السويدية (السويدية)
- تيم مكلنيرني على موقع إن إن دي بي (الإنجليزية)
- تيم مكلنيرني على موقع ديسكوغز (الإنجليزية)
- تيم مكلنيرني على موقع قاعدة بيانات الفيلم (الإنجليزية)
- تيم مكلنيرني على موقع كينوبويسك (الروسية)